# Cinco Naciones Femenino 2001
El Cinco Naciones Femenino 2001 fue la sexta edición del principal torneo de rugby femenino europeo.

## Participantes
- Escocia
- España
- Francia
- Gales
- Inglaterra

## Clasificación
| Pos. | País       | Partidos | Partidos | Partidos  | Partidos | Anotación | Anotación | Anotación  | Puntos |
| Pos. | País       | Jugados  | Ganados  | Empatados | Perdidos | A favor   | En contra | Diferencia | Puntos |
| ---- | ---------- | -------- | -------- | --------- | -------- | --------- | --------- | ---------- | ------ |
| 1    | Inglaterra | 4        | 4        | 0         | 0        | 135       | 18        | +117       | 8      |
| 2    | Francia    | 4        | 2        | 0         | 2        | 43        | 59        | -16        | 4      |
| 2    | España     | 4        | 2        | 0         | 2        | 31        | 47        | -16        | 4      |
| 4    | Escocia    | 4        | 2        | 0         | 2        | 41        | 60        | -19        | 4      |
| 5    | Gales      | 4        | 0        | 0         | 4        | 3         | 69        | -66        | 0      |

## Resultados
| 3 de febrero | Francia | 13 - 0 | Escocia |  |  |

| 4 de febrero | Gales | 0 - 18 | Inglaterra |  |  |

| 18 de febrero | Inglaterra | 28 - 12 | España |  |  |

| 18 de febrero | Escocia | 22 - 0 | Gales |  |  |

| 3 de marzo | España | 6 - 0 | Francia |  |  |

| 4 de marzo | Inglaterra | 39 - 0 | Escocia |  |  |

| 16 de marzo | Francia | 24 - 3 | Gales |  |  |

| 18 de marzo | Escocia | 19 - 8 | España |  |  |

| 8 de abril | Inglaterra | 50 - 6 | Francia |  |  |

| 8 de abril | Gales | 0 - 5 | España |  |  |

| Bandera de Inglaterra |
| Campeón Inglaterra    |
| Quinto título         |